# Caso abesivo
El abesivo es un caso gramatical que expresa la ausencia de algo. Equivale al uso de la preposición sin en castellano. Se encuentra sobre todo en las lenguas urálicas, como por ejemplo el finés. En esta lengua se emplea en raras ocasiones, con excepción de algunas frases hechas. En estonio tiene más uso.

## Ejemplos
- En estonio (el sufijo -ta):

isa «padre», isata «sin padre»
- En finés (el sufijo -tta):

talo «casa», talotta «sin casa»
- Datos: Q319822